# Charles Fehrenbach (Astronom)

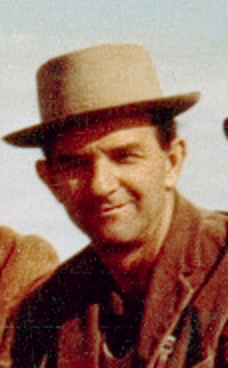
Fehrenbach 1963 in Chile

Charles Fehrenbach (* 29. April 1914 in Straßburg, Frankreich; † 9. Januar 2008 in Nîmes) war ein französischer Astronom und Mitglied der Académie des sciences.
Er war Professor an der Université de Haute-Provence (Marseille) und Ehrendirektor des Observatoire de Haute-Provence (OHP), dessen Direktor er bis zum Jahr 1983 war.

## Auszeichnungen
- 1959 Jules-Janssen-Preis
- 1963 Karl-Schwarzschild-Medaille der Astronomischen Gesellschaft für seine Arbeit Die Bestimmung der Radialgeschwindigkeiten mit dem Objektivprisma.
- 1966 Aufnahme in die Deutsche Akademie der Naturforscher Leopoldina[1]
- 1973 Aufnahme in die Académie royale des Sciences, des Lettres et des Beaux-Arts de Belgique.[2]
- 1990 Namensgeber für den Asteroiden (3433) Fehrenbach[3]